# Acidaliodes zattu
Acidaliodes zattu är en fjärilsart som beskrevs av William Schaus 1911. Acidaliodes zattu ingår i släktet Acidaliodes och familjen nattflyn. Inga underarter finns listade i Catalogue of Life.